# 威鋮國際
威鋮國際集團有限公司（港交所：1002）是在2002年2月8日香港交易所主板上市。是在1982年由馬金龍創立，主要生產注塑產品、金屬產品等，制造基地分布在基地越南、馬來西亞、珠海、青島等地區。其制造品銷售于新加坡、中國等地區。